# Nico Yennaris
Nicholas "Nico" Harry Yennaris, kínai nevén Li Ke (London, 1993. május 24. –) kínai válogatott labdarúgó, jelenleg a Beijing Guoan játékosa. Yennaris jobbhátvédként és középpályásként is bevethető.

## Pályafutása

### Arsenal
Yennaris London Leytonstone nevű kerületében született ciprusi görög apa és kínai anya gyermekeként. 2001 májusában, hétévesen csatlakozott az Arsenal ifiakadémiájához. 2010. február 10-én, a Stoke City ellen mutatkozott be a tartalékok között. 2010 júliusában aláírta első profi szerződését az Arsenallal. Az első csapatban 2011. október 25-én debütált, jobbhátvédként játszva, egy Bolton Wanderers elleni Ligakupa-meccsen. Az FA Kupában 2012. január 9-én, a Leeds United ellen lépett először pályára, csereként váltva a sérült Francis Coquelint, szintén jobbhátvédként. A találkozót az Arsenal nyerte 1-0-ra. Január 15-én, a Swansea City elleni bajnokin a cserepadon ült, de nem kapott játéklehetőséget. Egy héttel később, január 22-én, a Manchester United ellen már bemutatkozhatott a Premier League-ben, csereként beállva Johan Djourou helyére.
2012. március 23-án a sok sérülttel rendelkező Notts County kölcsönvette Yennarist a 2011/12-es idény hátralévő részére. Egy nappal később, a Scunthorpe United elleni 0-0-s bajnokin be is mutatkozott. Ezen kívül még egy alkalommal szerepelt a csapatban, mielőtt visszatért volna az Arsenalhoz.

### A válogatottban
Yennaris az U17-es, az U18-as és az U19-es angol válogatottban is szerepelt. Az angol mellett származása miatt a kínai és a ciprusi válogatottat is választhatja a későbbiekben.

## Sikerei, díjai
Arsenal
- Premier Academy League: 2009/10

## Külső hivatkozások
- Nico Yennaris pályafutásának statisztikái a Soccerbase oldalon (angolul)

- Adatlapja az Arsenal honlapján